# Tipula bellardiana
Tipula bellardiana är en tvåvingeart som beskrevs av Alexander 1926. Tipula bellardiana ingår i släktet Tipula och familjen storharkrankar. Inga underarter finns listade i Catalogue of Life.